# 奶牛陰謀
《奶牛陰謀：永遠不能說的秘密》（Cowspiracy: The Sustainability Secret），又譯為《畜牧業的陰謀》，是由吉普·安德森及基岡·庫恩於2014年所製作的一部紀錄影片。影片在探討養殖畜牧業對環境的衝擊，以及調查各個環保組織對此衝擊的應對策略。影片中接受調查的環保組織包括，綠色和平、賽拉俱樂部，衝浪者基金會、雨林行動網路等。
此紀錄片是透過群眾募資網站IndieGoGo獲得贊助，由1,449位贊助者集資籌得117,092美元。籌得金額是當初製作團隊籌款目標的217%，也因此該紀錄片有多餘的資金可以錄製西班牙語和德語的配音，還能翻成10種以上的語言字幕，包括中文和俄文。該影片的放映是透過授權電影發行人以及Tugg網路電影院去播放。
之後，同一部紀錄片有再經過重新剪輯，並由好萊塢影視巨星李奧納多·狄卡皮歐監製，於2015年9月15日在Netflix全球同步首映。
新聞從業員克里斯·赫吉斯曾經說過，因為觀看了此紀錄影片自己才成為了純素主義者。

## 紀錄片受訪人物
- 麗莎．阿加比安（海洋守護者協會）
- 麻努奇兒．阿雷米（加州水資源部門）
- 琳賽．艾倫（雨林行動網路）
- 吉普·安德森（共同導演）
- 威爾．安德森（綠色和平）
- 丹尼斯‧波爾波（美國加州有馬保護區）
- 海瑟．庫利（太平洋發展環境與安全研究所）
- 崁亞．吉佛奇（加州水資源部門）
- 布魯斯·漢密爾頓（賽拉俱樂部）
- 蘇珊．赫爾特蘭（海洋守護者協會）
- 麥可．克拉柏（內科醫師、作家、醫療營養顧問）
- 霍華．李曼（前畜牧農場主人、作家、社會運動家）
- 狄摩西尼．馬拉特斯（美國莫洛伊學院永續研究所）
- 查德．納爾遜（衝浪者基金會）
- 安．諾特霍夫（美國自然資源守護委員會）
- 理查德．歐朋蘭德爾（牽頭顧問、作家、純素食品公司創辦人、環境研究博士、演說家）
- 勞倫．奧尼拉斯（食品產業培力計畫）
- 麥可·波倫（美國作家、專欄作家、新聞學教授）
- 威廉．波特（新聞從業人員）
- 蕾拉．撒拉薩爾（「看守亞馬遜」環保組織）
- 傑夫．謝斯特（國際海洋保育組織，又譯國際海洋保護組織）
- 柯克·R·史密斯（柏克萊加利福尼亞大學全球環境健康科學教授）
- 桃樂西·斯唐修女（美國環境衛士）
- 威爾塔托（演說家、教育家、美國作家、音樂家）
- 喬希·蒂特里克（漢普頓溪食品執行長）
- 大衛．羅賓遜．賽蒙（作家、權利運動家）

## 榮譽

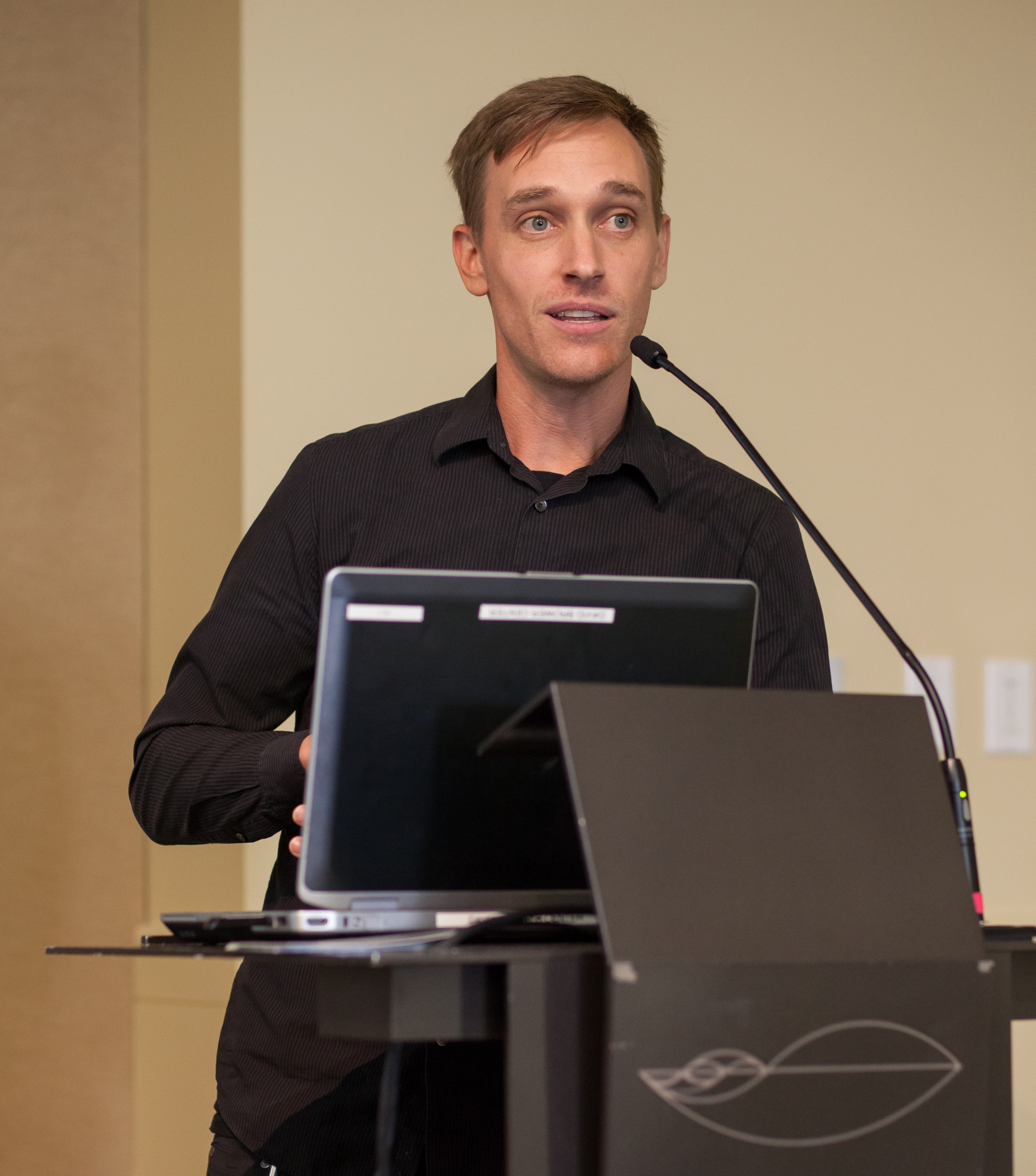
2016年九月，紀錄片共同導演/製片人基岡·庫恩在《奶牛陰謀》伯克利 (加利福尼亞州)記者會上的演講畫面

《奶牛陰謀》紀錄片贏得2015南非生態電影展觀眾票選獎，以及2015第十二屆加拿大新港環境影展（FFPE）最佳外語片獎。同年，於加拿大真相影展（Cinema politica，該影展以電影作為揭發幕後政治的主要工具）獲得觀眾票選獎提名。

## 爭議
憂思科學家聯盟氣候研究與分析科學家道格鮑徹對本片提及「全球溫室氣體有51%源自畜牧業」的論點提出質疑。鮑徹表示，此研究數據出自2009年「看守世界研究中心」世界銀行集團首席環境科學諮詢專家羅伯特古德蘭、世界銀行高級研究員傑夫安亨所發表的報告。然而此報告並非經過同行評審審查程序才刊登的科學報告。他聲稱古特蘭以及安亨的邏輯在方法上有缺陷，並認為科學界已有「全球暖化的主要元凶是人為石油燃燒」之共識。鮑徹對此爭議提出結論，畜牧養殖業確實是全球暖化的元兇之一，但其影響卻不如影片中所宣稱的如此關鍵；他批評此紀錄片提出的科學陰謀論意圖掩蓋更宏觀的知識，歪曲許多學術刊物對畜牧業排放溫室氣體議題的研究結果。

## 另見
- 純素主義
- 肉品業對環境的衝擊[14]
- 《畜牧業的巨大陰影》又譯為《牲畜腳下的陰影：環境議題和選項》聯合國糧食及農業組織2006年報告[15]
- 大規模集約化養殖[16]
- 《競速滅絕》紀錄片[17]
- 全新世滅絕事件
- 《第六次大滅絕：不自然的歷史》書籍[18]
- What the Health（页面存档备份，存于）

## 外部連結
- Cowspiracy
- Cowspiracy infographic（页面存档备份，存于）
- 互联网电影数据库（IMDb）上《奶牛陰謀》的资料（英文）（英文）
- 爛番茄上《奶牛陰謀》的資料（英文）（英文）